# Ciudad Pemex
Ciudad Pemex is een plaats in de Mexicaanse deelstaat Tabasco. Ciudad Pemex heeft 5.752 inwoners (census 2005) en is gelegen in de gemeente Macuspana.
Ciudad Pemex dankt haar naam aan PEMEX, het staatsbedrijf dat in Mexico een monopolie op de oliewinning heeft. De belangrijkste bron van inkomsten in Ciudad Pemex is dan ook de winning en verwerking van aardolie.